# Estación J. V. Cilley
J.V. Cilley era una estación ferroviaria ubicada en el Partido de Guaminí, Provincia de Buenos Aires, Argentina.

## Servicios
La estación forma parte del Ferrocarril Midland de Buenos Aires que unía la Estación Puente Alsina con la ciudad de Carhué. A partir de la nacionalización de 1948, pasó a formar parte del Ferrocarril General Belgrano.
No se sabe con exactitud cuando la estación fue deshabilitada a diferencia de las otras que fueron clausuradas en 1977, año en el que el ramal ferroviario fue reducido llegando únicamente a la estación Libertad.
La estación J. V. Cilley parecería haber sido cerrada antes de la clausurada definitiva del ramal, ya que según el manual de estaciones de empresas asociadas del año 1930, la estación figura como estado activa, pero si vamos al de E.F.E.A. del año 1958 ya no figura la estación. por ende podemos decir que entre 1930 y 1958 la estación fue clausurada.